# Rajk-újratemetés

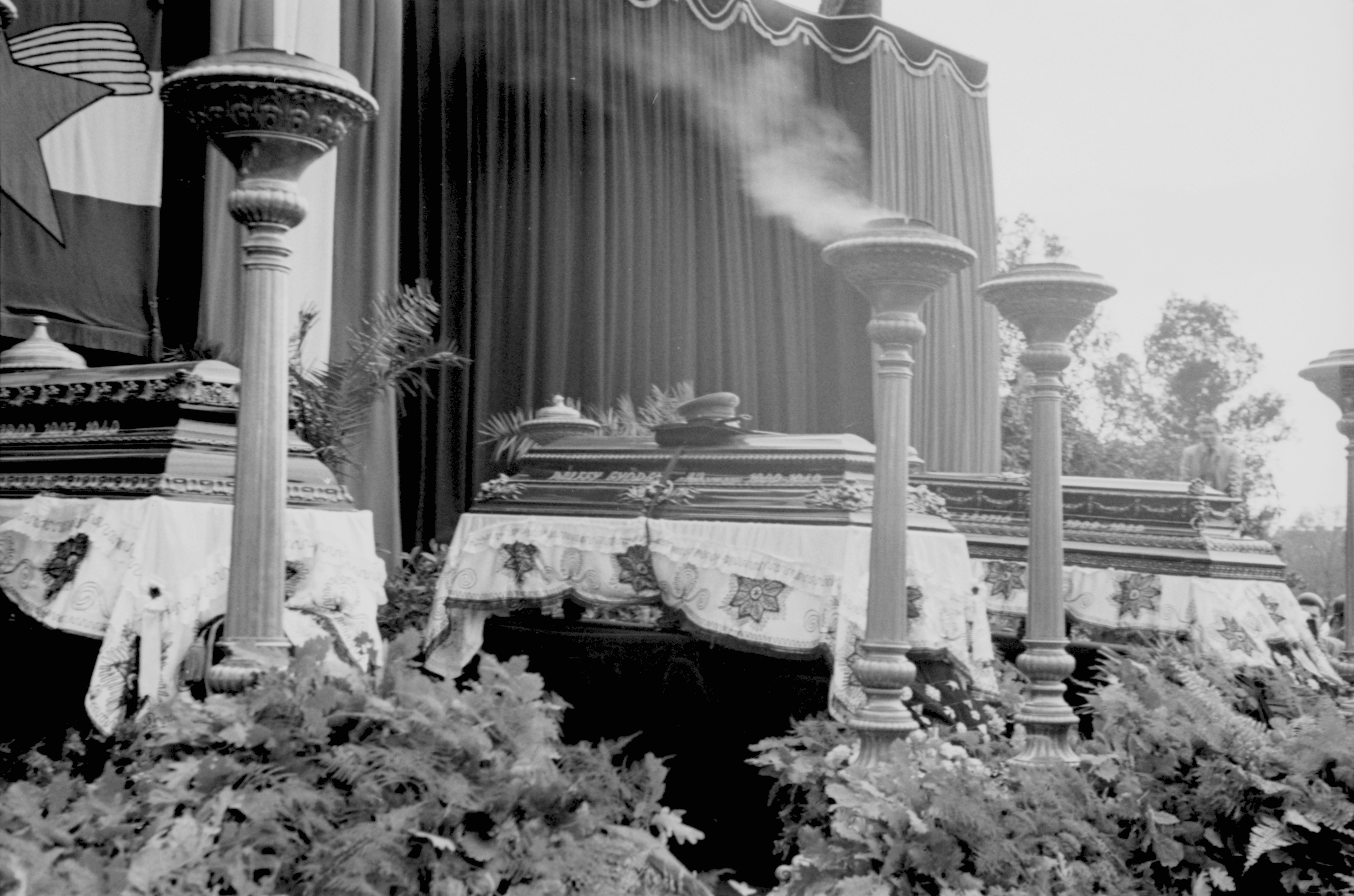
A felravatalozott koporsók

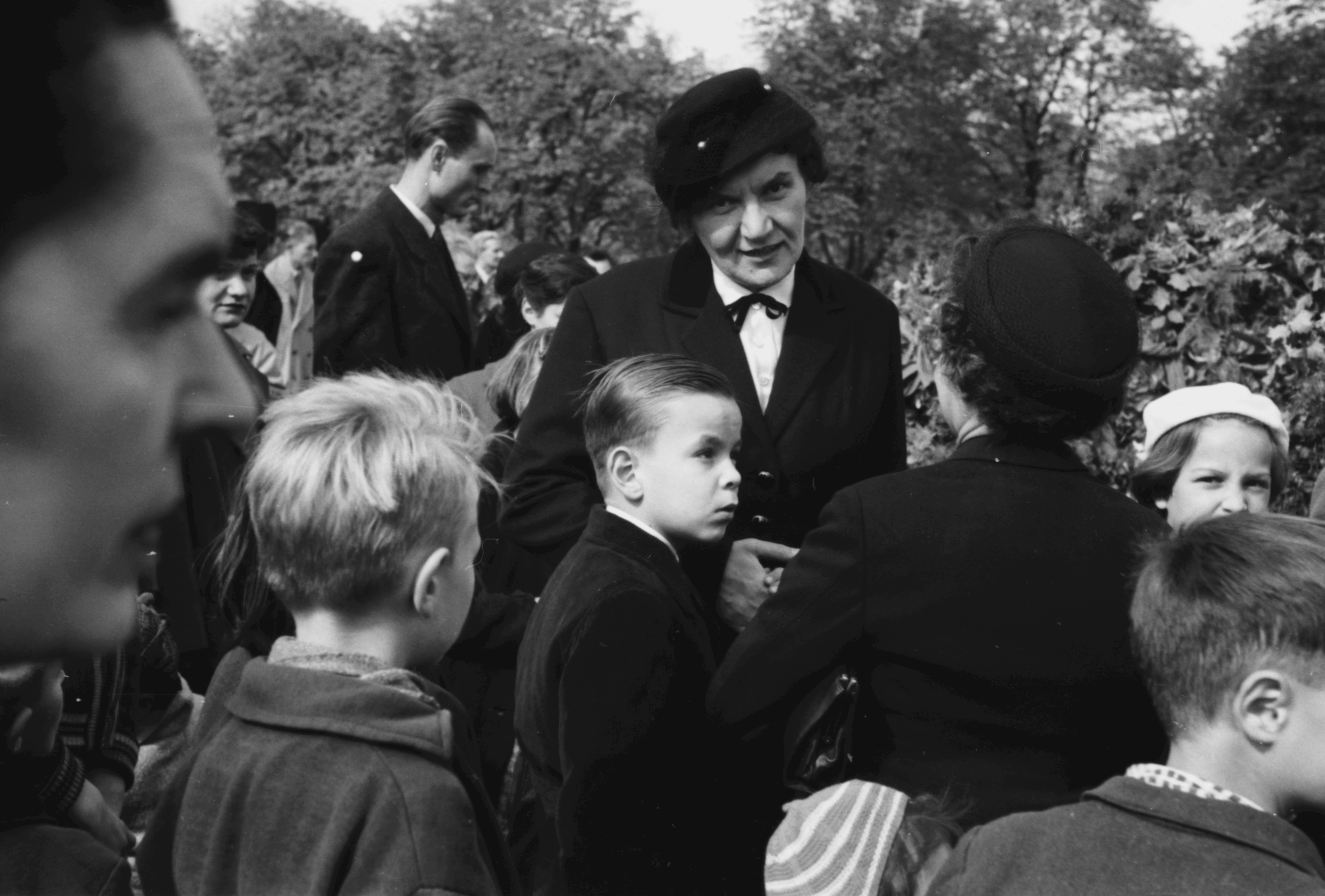
Rajk Lászlóné és ifj. Rajk László a temetésen

1956. október 6-án került sor a Rajk-per során elítélt, 1949-ben kivégzett, 1955-ben rehabilitált Rajk László és a vele együtt kivégzett Pálffy György, Szőnyi Tibor és Szalai András ünnepélyes újratemetésére a Kerepesi temetőben.
A temetésen több politikus mondott beszédet, köztük Münnich Ferenc, Apró Antal, Orbán László, Janza Károly, a sorstársak nevében búcsúzó Szász Béla, és ott volt a politikai közéletből korábban már száműzött Nagy Imre is.
Körülbelül kétszázezren voltak jelen az eseményen. A tömeg egyszerre emlékezett a kivégzettekről és tüntetett a törvénytelenségekért felelős, Rákosi-vezette hatalom ellen. A temetést követően este a budapesti egyetemista diákság egy része a Batthyány-örökmécsesnél is tüntetett.
A temetéshez köthető anekdota szerint Rajk egy ismerőse, érzékelve a rendszerellenes hangulatot, így kommentálta az eseményt: Szegény Laci, ha most ezt látná, de közénk lövetne!